# Могилёвка (Хабаровский край)
Могилёвка — село в районе имени Лазо Хабаровского края. Административный центр Могилёвского сельского поселения.

## География
Расположено в 8 км к западу от районного центра посёлка Переяславка. От Могилёвки на запад идёт дорога к сёлам Киинск и Черняево и далее — к российско-китайской границе.
Стоит на правом берегу реки Кия. В полукилометре выше Могилёвки Кия разделяется, образуя левобережный рукав Кия Проточная, между основным руслом и Киёй Проточной находится остров Разбой, максимальная длина которого около 5 км, максимальная ширина до 1 км.

## Население
| 1992 | 2002  | 2010  | 2011  | 2012  | 2021  |
| ---- | ----- | ----- | ----- | ----- | ----- |
| 1500 | ↘1360 | ↘1276 | ↘1275 | ↘1266 | ↘1061 |

## Улицы
| - ул. Гагарина, - ул. Заречная, - ул. Зелёная, - ул. Ленина, | - ул. Лесная, - ул. Майская, - пер. Мира, - ул. Молодёжная, | - ул. Советская, - ул. Специалистов, - ул. Точилкина, - ул. Школьная. |

## Экономика
Жители занимаются сельским хозяйством.

## Галерея

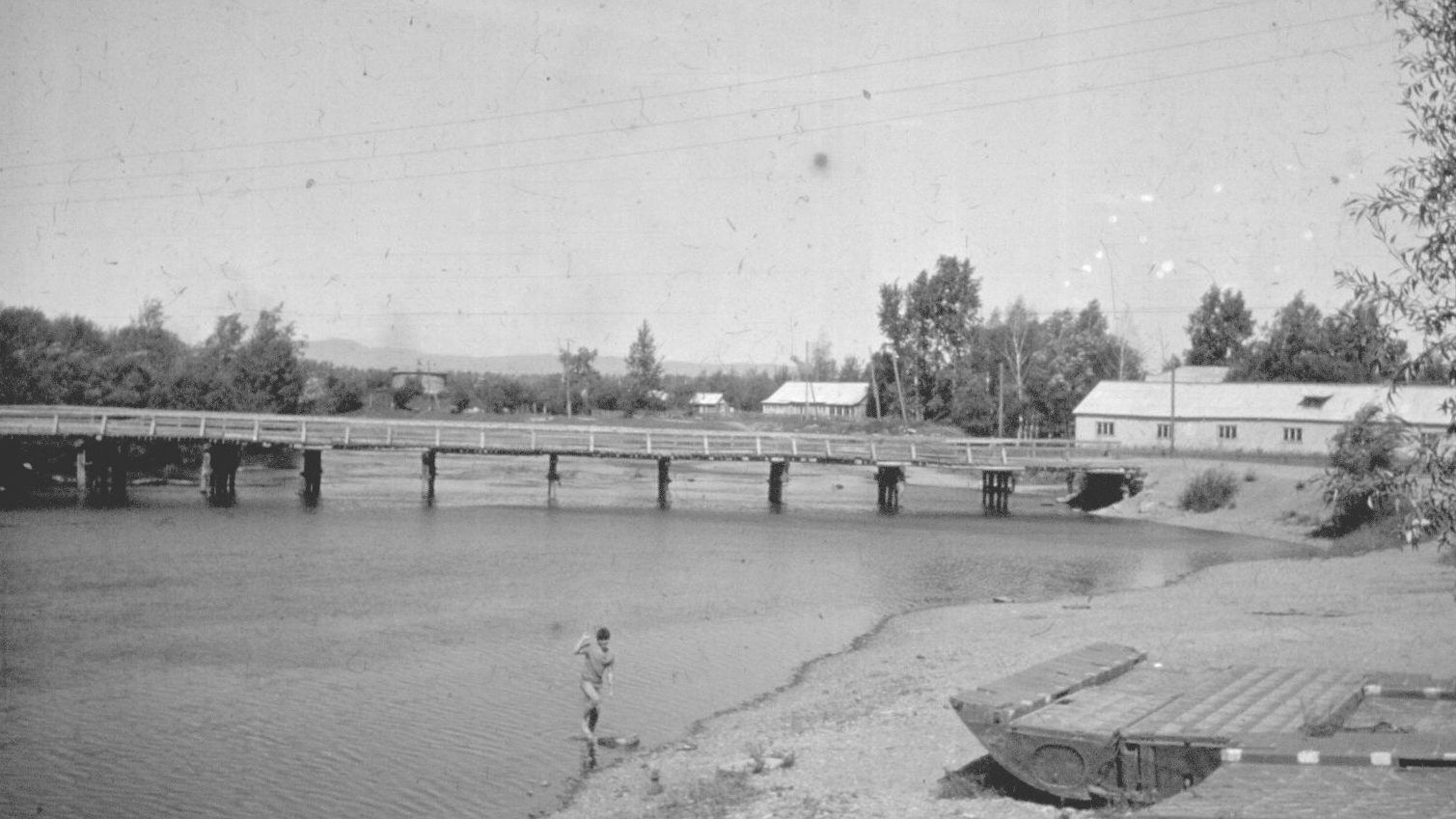
Могилёвка в 1982 году.
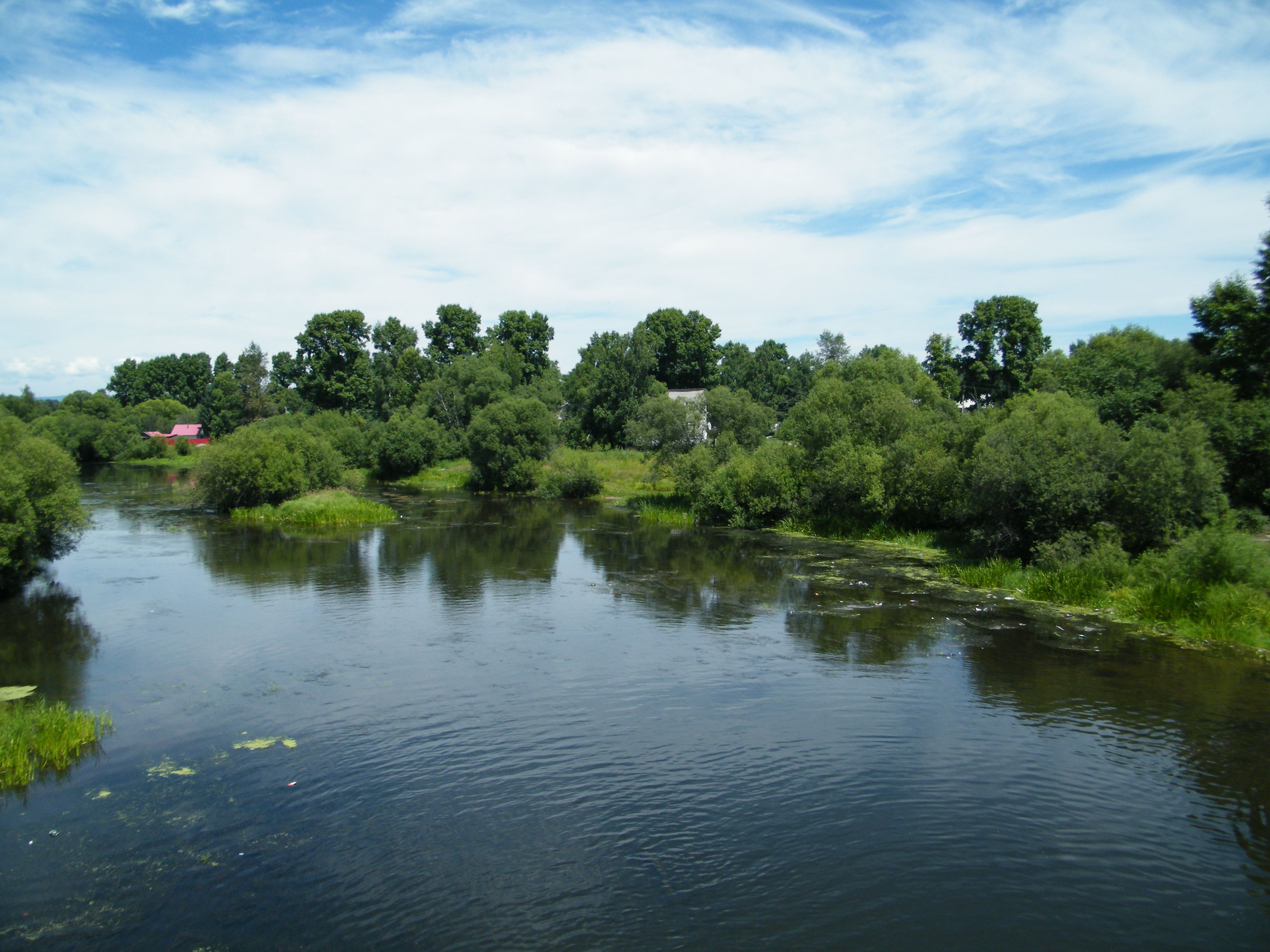
Вид с моста через Кию, 2012 год.
Памятник погибшим на фронте односельчанам